# Сар (река)
Река Сар (фр. Sarre) је река која извире у планинама Вогези на размеђу Алзаса и Лорене, спајањем река Црвени и Бели Сар.
Река тече кроз Лорен у Француској и Сарланд у Немачкој (држава Сарланд је названа по реци). Улива се у реку Мозел. Дужина тока је 246 km, а површина слива 7.431 km².
Река Сар је значајна за речни транспорт угља и челика.
Важнији градови на реци Сар су Саргемин (Француска) и Сарбрикен (Немачка).